# Peter Magnusson (komiker)
För andra betydelser, se Peter Magnusson.
Charles Peter Magnusson, född 9 december 1974 i Västerleds församling i Stockholm, är en svensk komiker, skådespelare, programledare och manusförfattare.

## Biografi
Peter Magnusson är son till hotelldirektören Christer Magnusson (1940–1992) och TV-hallåan Lotta Magnusson Blomquist (ogift Pontàn, född 1950) samt sonson till Charles Magnusson.
Magnusson studerade film i Los Angeles och London i fyra år. Hans TV-karriär började med humorprogrammet Pyjamas på ZTV. Han har även gjort Pass På på ZTV tillsammans med David Hellenius samt skrev och medverkade i Godafton Sverige på TV3. Han har gjort många program och TV-serier på TV4, ofta tillsammans med David Hellenius. På TV4 var de först programledare för Idol 2004, innan de gjorde sketcher i Hey Baberiba (2005-2006). Sommaren 2005 var de också programledare för Stadskampen. 2009 gjorde Magnusson "Blomstertid", som det gjordes en remake på under namnet "My Generation", på amerikanska tevekanalen ABC. På senare år har Magnusson främst ägnat sig åt film.
Peter Magnusson har även skrivit manus till den svenska långfilmen Sommaren med Göran som hade svensk biopremiär sommaren 2009. Den sågs av nästan 600 000 biobesökare. Han spelar även huvudrollen i filmen. 2012 hade långfilmen En gång i Phuket premiär och sågs av strax över 400 000 besökare. Även till den har Magnusson skrivit manus och spelar huvudrollen. Peter Magnusson tog över efter Lasse Brandeby som mannen i tornet till säsong 14 av Fångarna på fortet.

## Produktioner

### Filmer
- 2009 – Sommaren med Göran (även manus)
- 2011 – En gång i Phuket (även manus)
- 2013 – Lasse-Majas detektivbyrå – von Broms hemlighet
- 2014 – Tillbaka till Bromma (även manus)
- 2014 – 10 000 timmar
- 2014 – Micke & Veronica
- 2015 – I nöd eller lust
- 2019 – Tills Frank skiljer oss åt
- 2022 – Dag för dag
- 2025 – Bert sabbar allt

### TV
- Pyjamas, ZTV, 2001-2002
- Slussen, TV3, 2002
- Pass På, ZTV, 2003
- Godafton Sverige, TV3, 2003-2004
- Idol 2004, TV4, 2004
- Stadskampen, TV4, 2005
- Hey Baberiba, TV4, 2005-2006
- Situation Magnusson, TV4, 2007
- Fredag hela veckan, TV4, 2007-
- Hjälp!, 2008
- Blomstertid, 2009
- My Generation, exekutiv producent, 2010 amerikanskt drama, re-make av Blomstertid
- Stockholm-Båstad, 2011
- Fångarna på fortet
- 2015 - Boy Machine
- 2017 – Klassfesten (TV-serie)
- 2017–2022 – Sommaren med släkten (TV-serie)
- 2019 – Över Atlanten
- 2019 – På spåret
- 2022 – Masked Singer Sverige
- 2023 – Jeopardy!
- 2023 – Smartare än en femteklassare
- 2024 – Race Across the World Sverige
- 2025 – Där solen alltid skiner (TV-serie)

### Teater
| År   | Roll              | Produktion                                                         | Regi             | Teater             |
| ---- | ----------------- | ------------------------------------------------------------------ | ---------------- | ------------------ |
| 2009 | Björn             | Bruden som visste för lite Robin Hawdon                            | Pontus Ströbaek  | Fjäderholmsteatern |
| 2013 | Franz             | Rock of Ages Chris D'Arienzo                                       | Anders Albien    | Chinateatern       |
| 2016 | Mannen i fåtöljen | Förklädet Bob Martin, Don McKellar, Lisa Lambert och Greg Morrison | Edward af Sillén | Göta Lejon         |

### Krogshower
- Så pass, med Christine Meltzer och David Hellenius (även manus)
- Ladies Night, med Michael Nyqvist och Martin Stenmarck